# Tobias Stirl
Tobias Stirl (* 17. April 2000 in Frankfurt am Main) ist ein deutscher Fußballtorhüter.

## Karriere
Nach seinen Anfängen in der Jugend des FSV Frankfurt wechselte er im Sommer 2015 in die Jugendabteilung von Eintracht Frankfurt. Für seinen Verein bestritt er 21 Spiele in der B-Junioren-Bundesliga und 26 Spiele in der A-Junioren-Bundesliga. Im Sommer 2018 unterschrieb er bei seinem Verein seinen ersten Profivertrag. Bereits zur folgenden Spielzeit erfolgte sein Wechsel in die Regionalliga Nord zur 2. Mannschaft des VfL Wolfsburg. Für seinen Verein kam er in zwei Spielzeiten auf insgesamt drei Spiele.
Im Sommer 2021 wechselte er in die 3. Liga zum TSV Havelse. Dort wurde er Ersatztorhüter hinter Norman Quindt und kam in Vertretung für den erkrankten Quindt am 32. Spieltag bei der 2:3-Auswärtsniederlage gegen Eintracht Braunschweig zu seinem ersten Einsatz im Profibereich. Am Saisonende stieg er mit der Mannschaft in die Regionalliga ab.
Nach dem Abstieg ging Stirl im Sommer 2022 in die Vereinigten Staaten und wendete sich dem College Soccer zu, wo ihn das Fußballteam der Wisconsin Badgers verpflichtete.